# Receptor opioide
Os receptores opioides são receptores celulares para neurotransmissores presentes no sistema nervoso humano, aos quais se unem os opioides.
A utilização de opióides na farmacologia clínica teve início em 1806, quando a morfina foi extraída da papoula do ópio Papaver somniferum. No entanto, foi apenas em 1853, após a descoberta das agulhas hipodérmicas, que o uso de opioides se intensificou. Essas substâncias podem ser classificadas em dois tipos: endógenos e exógenos.
Os opioides, quer sejam endógenos (produzidos pelo próprio organismo) ou exógenos (administrados externamente), unem-se de forma específica e reversível a esses receptores, produzindo deste modo as suas ações biológicas. Os opioides endógenos são péptidos (pequenas proteínas). Os fármacos opioides usados em terapia, apesar de não serem proteínas, têm conformações semelhantes.
Atualmente, conhecemos cinco tipos de receptores opióides: receptor mu (MOR), receptor kappa (KOR), receptor delta (DOR), receptor de nocicepção (NOR) e receptor zeta (ZOR). Cada tipo de receptor possui subtipos específicos, como mu1, mu2, mu3, kappa1, kappa2, kappa3, delta1 e delta2. Essa diversidade de receptores permite uma ampla gama de respostas e efeitos variados em diferentes regiões do sistema nervoso.
Os opióides, como a morfina, são agonistas dos receptores opióides presentes nos neurônios do cérebro, medula espinal e sistemas neuronais do intestino. Esses receptores desempenham um papel fundamental na regulação da sensação de dor.
A modulação dos receptores opioides ocorre através dos opioides endógenos, que são produzidos pelo próprio organismo. Esses opioides endógenos, como as endorfinas e as encefalinas, atuam como neurotransmissores e se ligam aos receptores opioides para modular a transmissão da dor e outras funções neurológicas.
Os opioides exógenos, administrados externamente, como analgésicos opioides prescritos, têm uma conformação molecular semelhante aos opioides endógenos e também se ligam aos receptores opioides, produzindo efeitos analgésicos e outras respostas biológicas.
A ativação dos receptores opioides pelos opioides, sejam eles endógenos ou exógenos, resulta em uma modulação complexa das vias de sinalização intracelular e na alteração da percepção da dor, aliviando-a.

## Nível celular
Os receptores opióides são uma classe de receptores acoplados à proteína G (GPCRs). Esses receptores desempenham um papel crucial na mediação das respostas do corpo humano a uma variedade de substâncias, como hormônios, neurotransmissores e drogas. Além disso, eles estão envolvidos na percepção sensorial, incluindo visão, paladar e olfato.
Os receptores acoplados à proteína G são compostos por sete proteínas transmembrana que se estendem através da membrana celular. Essas proteínas transmembrana estão envolvidas no acoplamento com proteínas G intracelulares, desencadeando uma cascata de sinalização intracelular. Existem diferentes tipos de proteínas G ligadas aos receptores, e elas são diferenciadas com base nas vias de sinalização ativadas intracelularmente.
No caso dos receptores opióides, eles estão frequentemente associados às proteínas Gs. Essas proteínas estimulam a atividade da molécula chamada adenilato ciclase, resultando no aumento da produção de monofosfato de adenosina cíclico (cAMP). O cAMP, por sua vez, ativa a Proteína Quinase A (PKA), que desempenha um papel importante na fosforilação de diversas proteínas, canais iônicos e enzimas dentro da célula. Essa fosforilação resulta em ativação ou inibição das proteínas-alvo, afetando a função celular.
Essa cascata de sinalização intracelular é fundamental para os efeitos dos opioides no organismo, incluindo os efeitos analgésicos e outras respostas fisiológicas associadas aos opioides.

## Classificação dos receptores
Os receptores opioides são classificados em três tipos principais: μ (mu ou mi), κ (kappa) e δ (delta). Esses receptores têm características distintas e desempenham papéis específicos no sistema nervoso.
Os receptores μ (mu) são considerados os mais significativos na ação analgésica dos opioides. Eles estão amplamente distribuídos no sistema nervoso central e periférico e desempenham um papel fundamental na modulação da dor.
Os receptores δ (delta) também estão presentes em várias regiões do sistema nervoso, embora em menor quantidade em comparação aos receptores μ. Embora os mecanismos precisos ainda estejam sendo elucidados, os receptores δ estão envolvidos em funções analgésicas e na regulação de outras respostas fisiológicas.
Os receptores κ (kappa) estão localizados principalmente no sistema nervoso central. Eles também estão envolvidos na modulação da dor, além de influenciar outras funções, como o humor e o sistema de recompensa cerebral.
Embora alguns opioides possam ativar todos os três subtipos de receptores opioides indiscriminadamente, também foram desenvolvidos opioides seletivos que ativam apenas um subtipo específico de receptor. Essa seletividade pode ter benefícios terapêuticos e ajudar a minimizar os efeitos colaterais indesejados associados à ativação de todos os subtipos de receptores.
É importante destacar que a identificação do receptor delta ocorreu em 1981, fornecendo uma compreensão mais completa da diversidade dos receptores opioides e sua importância no sistema nervoso.

## Função

### Analgesia
O sistema nervoso contém uma alta concentração de receptores opioides em áreas como a substância cinzenta periaquedutal, locus ceruleus (LC), medula ventral rostral, substância gelatinosa do corno dorsal da medula espinhal e nervos aferentes periféricos. Os receptores periféricos detectam estímulos dolorosos e os impulsos são transmitidos ao corno dorsal da medula espinhal, onde são retransmitidos aos centros superiores do cérebro. A ativação dos receptores mu (MOR) no mesencéfalo causa a formação de impulsos inibitórios descendentes que estimulam neurônios inibitórios descendentes, resultando na redução da transmissão nociceptiva da periferia para o tálamo. Além disso, os opioides administrados exogenamente causam analgesia por meio da inibição direta da substância gelatinosa do corno dorsal e dos nervos aferentes periféricos.

### Estresse
Os receptores mu (MOR) desempenham um papel importante na atenuação da resposta central ao estresse, inibindo a secreção de norepinefrina (NE) do locus ceruleus (LC). Isso ajuda a reduzir a resposta estressante caracterizada pela liberação sustentada de NE sob o efeito do hormônio liberador de corticotropina (CRH) do núcleo paraventricular do hipotálamo (PVH). A ativação dos receptores MOR é fundamental na recuperação do estresse, e estudos mostraram que a administração de morfina após um evento estressante pode reduzir o risco de desenvolver transtorno de estresse pós-traumático (TEPT).

### Humor e recompensa
A presença de alta densidade de receptores mu (MOR) no sistema límbico regula o humor. Os MORs são alvos potenciais para tratar transtornos do humor, como ansiedade e depressão. Além disso, os receptores MOR desempenham um papel no sistema de recompensa cerebral. A estimulação desses receptores resulta na liberação de dopamina, que é responsável pelos efeitos recompensadores produzidos pela administração de opioides, levando ao reforço positivo.

## Peptídeos opiódes endógenos
O efeito analgésico dos opioides ocorre devido à atuação em receptores presentes no sistema nervoso central (SNC). Esses receptores respondem a peptídeos endógenos com efeitos farmacológicos semelhantes aos dos opioides, que são chamados de peptídeos opioides endógenos.
A tirosina é um aminoácido que apresenta em sua estrutura um grupo amina separado do anel fenólico por dois átomos de carbono. A morfina, um opioide, possui uma estrutura semelhante, com um grupo amina e um anel fenólico.
Após a descoberta das encefalinas, que são peptídeos opioides endógenos, os três principais tipos de receptores opioides conhecidos (μ, δ e κ) foram clonados. Posteriormente, por meio de técnicas de clonagem, outro receptor opioide chamado ORL1 foi identificado. No entanto, a naloxona, um antagonista opioide, não se liga a esse receptor ORL1.

Os quatro tipos de receptores opioides (μ, δ, κ e ORL1) são acoplados à proteína G. A ativação desses receptores pode resultar em diferentes efeitos comportamentais, como analgesia, modulação do humor, recompensa, entre outros.